# 吉野太夫

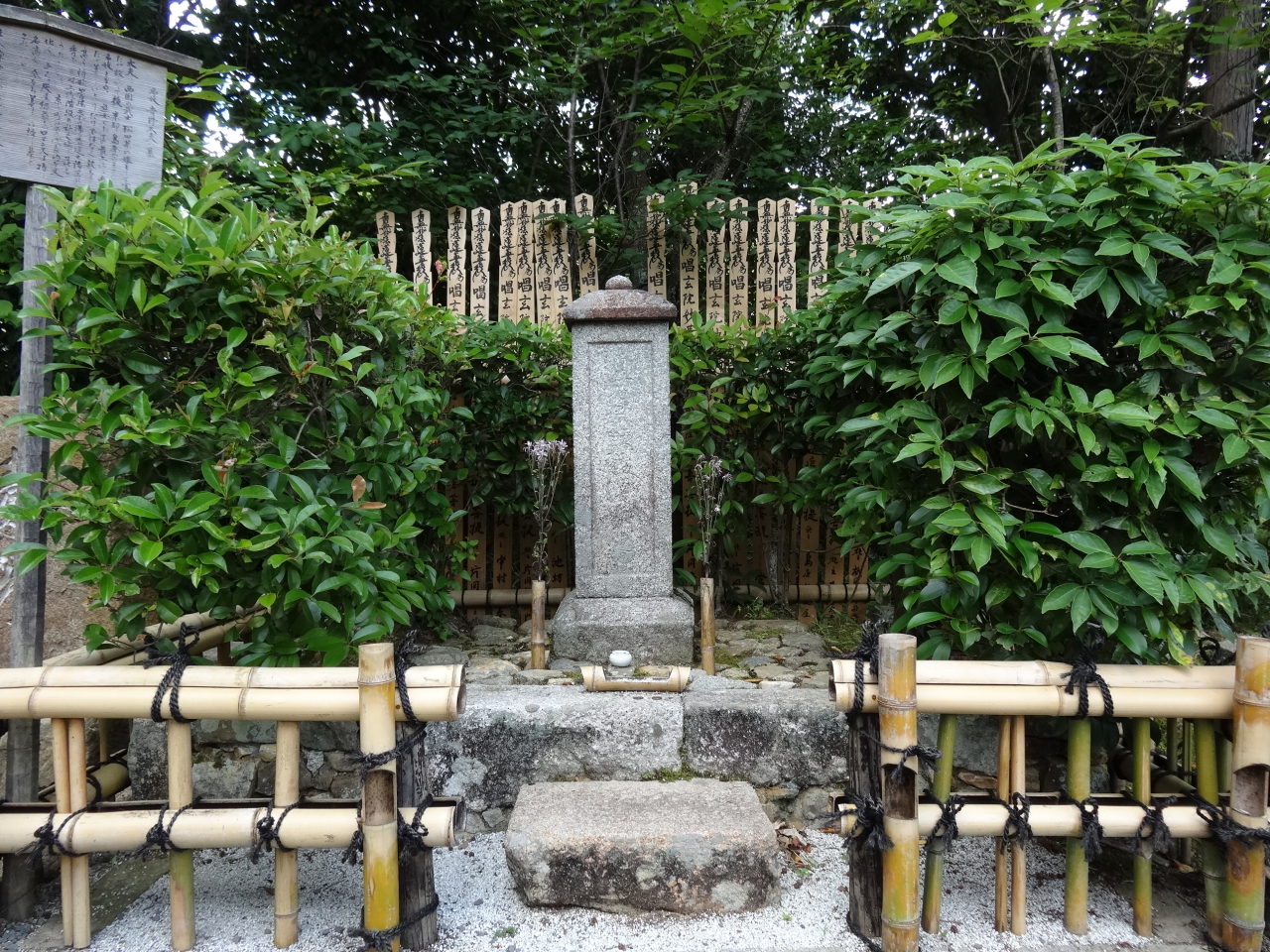
常照寺的吉野太夫之墓

第二代吉野太夫（にだいめよしのだゆう，本名：松田德子， 慶長11年3月3日（ 1606年4月10日） - 寬永20年8月25日（ 1643年10月7日））是六条三筋町（後來移居島原）的太夫。相傳誕生於京都法廣寺大佛殿（京都大佛）附近。據說的親生父親原本是日本西國的一位武士。
六条三筋町“七人眾”的第一位。她與夕霧太夫、高尾太夫並稱為寬永三名妓。她的命日也被稱為吉野忌，是俳句中的季語。

## 關於吉野太夫的名字
吉野太夫是京都的太夫代代相傳的名跡，據傳從初代算起有到第十代的傳承。初代吉野太夫是安土桃山時代的人物，據說曾與本阿彌光悅等文化人有交流，現代則以吉川英治所作的《宮本武藏》中的登場人物而為人所知。另外，末代的吉野太夫則被認為是寛文期或延寶期（約1670年代）的人物。
吉野太夫因其職性，除了第二代外，其他人物的資訊皆不詳，本項將特別記載第二代的吉野太夫。

## 人物
她在幼年時期以禿（負責照顧遊女的少女）身份被林家收養，禿名叫林彌（林弥，りんや）。14歲時成為太夫。她擅長和歌、連歌、俳諧，精通琴、琵琶、笙，並且在書道、茶道、香道、花道、貝覆、圍棋、雙六等方面也有所造詣。
她擁有的美貌被說即使在18名太夫身穿絢爛豪華的衣裝，即使她從床上蓬頭垢面地走出來，也被認為具有壓倒性的存在感。
才色兼備的她名聲遠播，不僅在國內，甚至在遙遠的明國也傳聞著「東有林羅山，西有吉野德子（東に林羅山、西の徳子よし野）」；她的熟客中，有後陽成天皇的皇子、近衛信尹的養子關白近衛信尋，以及當時文化人之一的豪商灰屋紹益。寛永8年（1631年），她退廓並與紹益結婚，當時26歲。
寬永20年8月25日（ 1643年10月7日）去世，享年38歲。

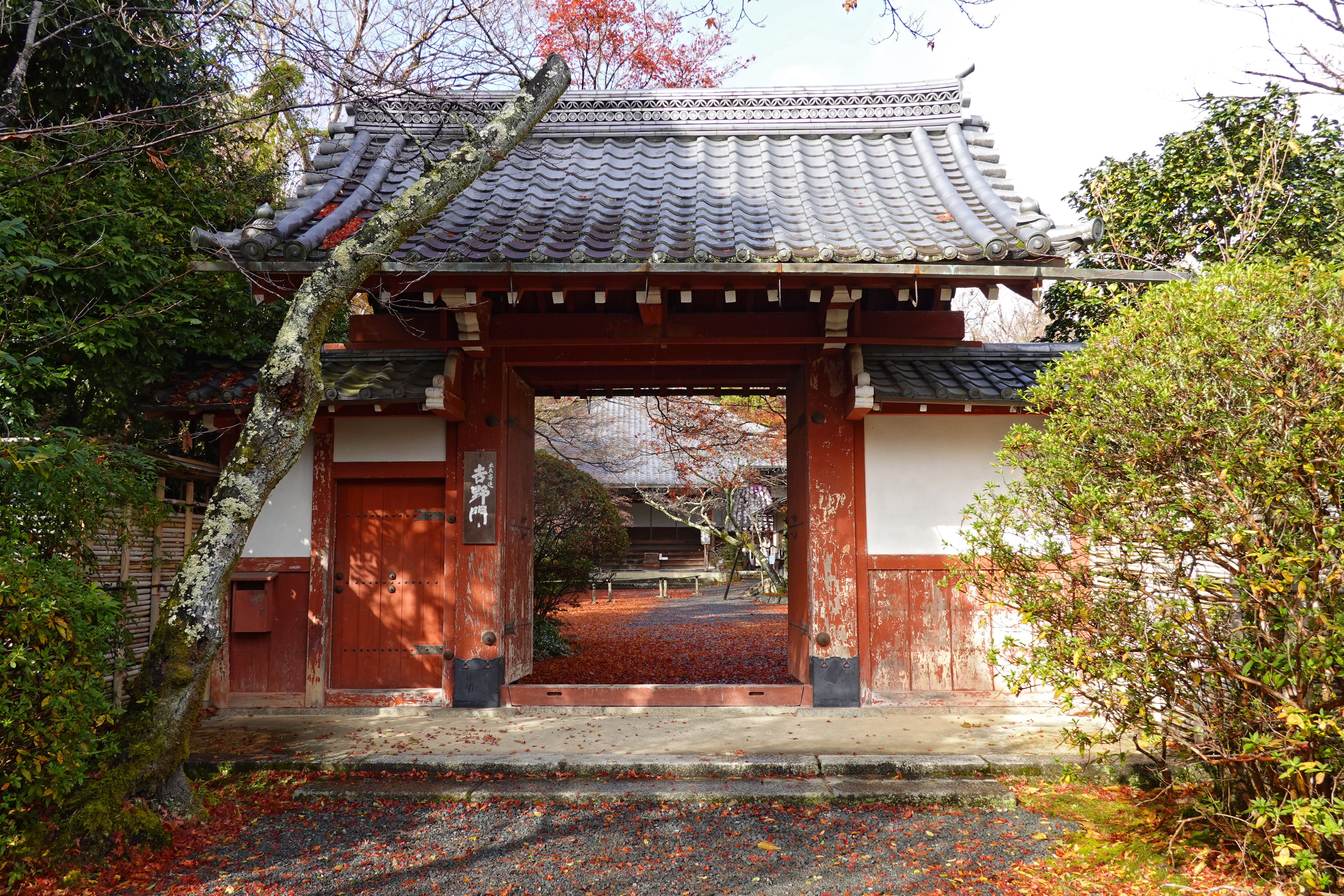
常照寺的吉野門

她皈依日乾上人，並捐獻了朱門於位於鷹峯（京都市北區）的常照寺。太夫自己的墓也在這裡。每年4月的第三個星期日為了紀念她而舉行鮮花供養，來自島原的太夫會來參拜並為訪客奉上花朵。

## 軼事
吉野被讚譽為一位富有慈悲的女性，至今仍然受到讚賞。
吉野被刀鍛冶職人駿河守金網的弟子所看中，雖然他努力掙扎著儲存了53匁的錢前往島原，但實在不夠格成為太夫的伴侶，在門前被追逐。吉野對此感到不忍，秘密邀請了那位男士，使他實現了心願。井原西鶴在《好色一代男》中提到，目睹這一切的主人公世之助感慨道：「這才是女郎應有的樣子」，並打算娶她為妻，留下了「名垂青史的太夫，乃是前所未聞的遊女。無論是什麼，都不應該被稱為惡劣之處。情意最深厚。」
另外，在《好色一代男》中，也出現了吉野太夫因與世之介的婚事受到親族激烈反對的故事。吉野向世之介說：「即使不是正妻，偶爾作為妾也可以，請你這樣做。」但世之介並不願意答應。於是，吉野設計了一個計謀，請世之介向親戚們發出通知，告訴他們「吉野決定從明天起離開，因此要舉辦賞櫻的宴會，請各位女士一定要來」。親戚們毫不猶豫地分別乘坐駕籠來到。當酒正酣之際，吉野穿著下女的寒酸打扮，手裡拿著酒的小菜，向親族中年紀最大的那位說：「我實在不該出現在這樣的地方，但今天我就此告辭，向大家道別。」吉野很有禮貌地打了個告別的招呼。接下來，吉野進行了「時鐘的調整」（當時擁有時鐘的人不多，而調整時鐘需要技術，所以這本身就顯示了他是知識分子）、幫親戚女性的女兒梳理髮型和化妝、彈奏筝和吹奏笙、精美地泡茶並更換插花，話題從優雅的事物一直延伸到家庭開支的安排，吸引了所有人的注意，沒有一個人想要離開。即使吉野稍微離開座位，就會有人四處尋找：「吉野不在了，吉野去哪了？」這樣的情況發生。在親戚中再也找不到這樣的女性了。這是多麼了不起的女性啊，為什麼會有人提出離婚呢？由於親族中的女性們抗議，最終決定正式舉行婚事。那時，祝儀堆積如山，大家一起祝願白頭偕老。雖然這只是故事中的情節，但據說是基於某種程度的真實事件。

## 吉野太夫所登場的電視劇
- 《吉野太夫 (テレビドラマ)（日语：吉野太夫）》（ 1970年，富士電視台，女子劇場，山本富士子飾演）
- 《武藏MUSASHI》（ 2003年， NHK ，小泉今日子飾演）
- 《宮本武藏》（ 2014年3月15日 - 16日，朝日電視台，中谷美紀飾演）

## 關聯項目
- 常照寺（京都市）
- 高台寺
- 立本寺：與常照寺同樣是日蓮宗的寺廟。她的丈夫灰屋紹益的墓就在這裡。
- 蓮久寺（京都市）
- 吉野間道
- 吉野窓
- 吉野棚
- 吉野髷：島原太夫的髮型之一。據傳，吉野太夫喜愛這種髮型，似乎是唐輪或立兵庫系的髮型。
- 櫻時时雨：根據太夫與紹益的故事所改編的歌舞伎戲曲。
- 寬永文化